# Le Pigeon (téléfilm)
Pour les articles homonymes, voir Le Pigeon.
Ne doit pas être confondu avec Le Pigeon (film).
Pour plus de détails, voir Fiche technique et Distribution.
Le Pigeon est un téléfilm franco-belge réalisé par Lorenzo Gabriele et diffusé en 2010.

## Synopsis
Jean-Claude Jourdain, chef d'entreprise complexé par ses origines modestes, est au bord de la faillite.
Un heureux concours de circonstances lui permet de redresser la barre et même de passer à la télévision. Galvanisé par ce succès et victime d'un mauvais canular, sa folie des grandeurs l’emmènera vers une jet-set qui voit en lui le « pigeon » idéal.
Les noms des deux protagonistes (Jourdain et Dorante) sont une référence à la pièce de théâtre Bourgeois gentilhomme de Molière.

## Fiche technique
- Scénario : Jeanne Le Guillou, Olga Vincent
- Durée : 90 min
- Pays :  France,  Belgique
- France : 6 septembre 2010
- Belgique : 3 mai 2011

## Distribution
- François Morel : Jean-Claude Jourdain
- Thierry Lhermitte : Hubert Dorante
- Claire Keim : Victoire de Moustier
- Mathias Mlekuz : Edouard Aubert
- Camille Japy : Odile Jourdain
- Jean-Michel Noirey : Gérard Masson
- Christiane Bopp : Brigitte Masson
- Lucie Lucas : Lucie Jourdain
- Jean-Pierre Pernaut : Lui-même
- Antoine Blanquefort : Alexandre de Ponzillac
- Claude Brécourt : Cayol
- Gilles-Vincent Kapps : Vendeur 4x4
- Bérénice Marlohe : Hôtesse golf
- Carole Bianic : Madame Berniqué
- Lydie Melki : Sonia
- Xavier Goulard : Homme Districorp
- Xavier Lafitte et Philippe Stellaire : Golfeurs
- Jean-Noël Martin : Voiturier du golf
- Isabelle Giami : Ouvrière usine
- David Chenaud : Ouvrier usine
- Victoria Olloqui : Bertille Dorante